# Ашигара (тежък крайцер, 1928)
Ашигара (на японски: 足柄) е тежък крайцер на Императорските ВМС на Япония. Принадлежи към типа „Миоко“. Носи името „Ашигара“ в чест на един от върховете на вулкана Хаконе в префектура Канагава.
Има активно участие в бойните действия на Тихоокеанския театър на военните действия през Втората световна война в периода 1941 – 1944 г. Потопен от британска подводница в района на остров Суматра на 8 юни 1945 г.

## Строителство
Появата на крайцерите от тип „Миоко“ е свързано с подписването от Япония на Вашингтонското съглашение, постановяващо пределните ограничения по тонаж на тежките крайцери от 10 000 тона. Японският Морски генерален щаб поръчва да се разработи проект за крайцер, който да съответства на всички ограничения. Проектът се разработва под ръководството на корабостроителите Юдзуру Хирага и Кикуо Фуджимото.
Стремежът да се компенсира численното изоставане от потенциалните противници принуждава автора на проекта да внася изменения, насочени към повишаване на огневата мощ на кораба. Отначало е решено да се увеличи броят на 200-мм оръдия до 10, а след това да се поставят на крайцера и торпедни апарати.
Хагуро и Ашигара влизат във втората двойка крайцери от този тип. Поръчката за кораба е дадена в края на 1924 г. Получава я частната фирма Кавазаки. Спускането му на вода на 22 април 1928 г., а предаването му на флота е на 20 август 1929 г. Корабите от този тип се оказват съществено претоварени, което става причина за тяхната лоша устойчивост.
Артилерията на главния калибър (200-мм оръдия тип 3 № 1) са разположени в пет двуоръдейни кули: три в носовата част и две – в кърмовата. Зад комплекса на носовите кули е поставена масивната надстройка, на която са разположени мостикът, рубките, постовете за управление. В централната част на кораба се намират двата комина, триногата гротмачта и хангарът за хидросамолетите. В кърмовата част освен двете кули на главния калибър е разположен катапултът за пускане на хидросамолетите.
Освен главния калибър, крайцерът е въоръжен с шест 120-мм оръдия тип 10 в зенитен вариант, поставени в еднооръдейни установки в централната част на кораба. Зенитното въоръжение се допълва едва от две 7,7-мм картеници Люис. Важна част от въоръжението са четирите тритръбни торпедни апарата тип 12, които се намират по двойки на двата борда на средната палуба. Общият запас торпеда съставлява 24 единици. Мощните 610-мм торпеда съществено усилват огневата мощ на кораба, но в същото време, представляват огромна опасност за самия кораб при уцелването на бойната им част. Авиационното въоръжение по проект се състои от два хидросамолета Накаджима E2N или „тип 15“.
Бронирането на кораба се състои от броневи пояс с дебелина 102 мм с наклон навън от 12 градуса. Дължината му е 123 метра, но височината е разпределена неравномерно. Поради значителното претоварване на кораба по-голямата част от бронята е разположена под водата. Хоризонталното брониране на палубата съставлява 32 – 35 мм (средната палуба над машинното отделение и долната палуба над погребите за боезапаса). В централната част има допълнителна броня от 12 – 25 мм, с която е усилена също горната палуба. Също са бронирани и барбетите на кулите на ГК (76-мм) и рулевото отделение (25 – 50 мм). Подводната защита се състои от були с дължина 93 см и максимална височина 2,5 метра, които са запълнени със стоманени тръби. От корпуса булите са отделени с надлъжна двуслойна преграда с дебелина 58 мм. Предполага се, че защитата ще е способна да издържа на попадение от 533-мм торпедо.

## История на службата

### Довоенен период
От момента на влизането им в строй крайцерате от типа Миоко съставят 4-та дивизия крайцери, като Ашигара се явява флагмански кораб и е приписан към военноморския окръг Сасебо. През 1930 г. височината на носовия комин е увеличена с 2 метра, за да се предотврати въздействието на газовете върху мостика. Декември 1932 г., във връзка с влизането в строй на новите крайцери, всички крайцери от типа Миоко са поставени в резерва, където очакват своя ред за модернизация. През май 1933 г. корабите от типа са преобразувани в 5-та дивизия крайцери. Единствената служба на корабите е участието в летните маневри и големия парад в Йокохама на 25 август 1933 г. За времето в резерва в периода 1933 – 1934 г. е проведена замяната на оръдията на главния калибър. Вместо 200-мм оръдия са поставени 203-мм оръдия тип 3 № 2, които се отличават с по-голяма далечина на стрелба и използват по-тежки типове снаряди, в т.ч. и особените „гмуркащи се“ снаряди тип 91. Внесени са изменения в конструкцията на погребите и подемниците.
През ноември 1934 г. крайцерът е поставен за модернизация във военноморската корабостроителница на Мицубиши в Нагазаки, която преминава до февруари 1935 г. В хода на модернизацията въоръжението на кораба претърпява съществени изменения. 120-мм зенитни оръдия тип 10 са сменени с осем 127-мм оръдия тип 89 в сдвоени установки. Освен тях е построена допълнителна зенитна палуба между втория комин и 4-та кула на ГК. Установките са поставени на спонсони. Освен това ПВО на кораба е усилена с две четирицевни 13-мм зенитни картечници тип 93 по двете страни на предния комин.
Демонтиран е хангарът за самолетите и старият катапулт, който е заменен с два барутни катапулта тип 2 модел 3. Откритото съхраняване на самолетите позволява на крайцера да носи четири разузнавателни самолета Накаджима E8N едновременно, макар до 1936 г. корабът да носи основно два самолета от този тип. В района на четвъртата кула на горната палуба са поставени два нови четиритръбни торпедни апарата тип 92 модел 1, които имат торпеда тип 90 със система за бързо презареждане. Общият брой торпеда е 16. Предишните неподвижни торпедни апарати са демонтирани. Числеността на екипажа нараства от 814 до 832 души, които са поместени на мястото, освободило се след демонтажа на торпедните апарати. Всички тези изменения водят до поредното увеличаване на водоизместимостта почти до 14 000 тона. За повишаване на устойчивостта на кораба са поставени допълнителни були, което увеличава ширината на кораба с цената на намаляване на скоростта.
След модернизацията крайцерът участва в големите маневри в състава на временно сформирания Четвърти флот. На път от ученията, на 26 септември 1935 г., корабите на флота попадат в мощен тайфун, който нанася големи поражения на корабите и предизвиква разследване, показващо необходимостта от внасяне на изменения при болшинството типове японски кораби. Крайцерът Миоко получава сериозни повреди на надстройките и корпуса. Това събитие кара по спешност да се усили корпусът на кораба между средната и горната палуба с 25-мм стоманени плочи, което позволява да се намали надлъжното напрежение на корпуса.
След мероприятията по усилване на корпуса през пролетта на 1937 г. „Ашигара“ се отправя на плаване за Европа. Той трябва да представлява Императорския флот на парада от 20 май в Спитхед по случай коронацията на британския крал Джордж VI. Крайцерът отплава от Йокосука на 3 април и през Суецкия канал пристига в Портсмът на 10 май. На 24 – 31 май участва в парада на Кригсмарине в Кил, след което се отправя в Япония, където на 8 юли пристига в Сасебо. След това съвместно с другите крайцери от своя тип, осъществява прехвърлянето на войски от Япония за Китай и осъществява патрулирането на крайбрежните китайски води. До февруари 1939 г. служи в китайски води като флагман на 4-ти Флот.
Към края на 1930-те години е планирана поредната модернизация на корабите от този тип. Във връзка с това Ашигара в началото на 1939 г. е изведен в резерва, но почти година чака своя ред за модернизация, поради претоварването на корабостроителниците. Заповедта за модернизация на кораба от корабостроителницата в Йокосука е получена едва през юни 1939 г., а самите работи протичат в течение почти година до края на юни 1940 г.
В хода на модернизацията е съществено изменена системата за управление на артилерийския огън на главния калибър. Зенитното въоръжение е съществено усилено с поставянето на четири сдвоени установки 25-мм автоматични оръдия тип 96, които през цялата война си остават главното средство за близка ПВО на японския флот. Броят на картечниците е съкратен до две сдвоени установки за 13-мм картечници. Значително е усилено торпедното въоръжение: крайцерът получава още два четиритръбни торпедни апарата тип 92 модел 1. За пореден път е сменен катапулта. Сега с катапулт тип 2 модел 5 може да се пускат по-тежките самолети Аичи Е13А1 и Мицубиши F1M.
Освен измененията във въоръженията са направени и изменения в силовата установка, усилена е противоторпедната защита за сметка на поставянето на нови були, запълнени със стоманени тръби и имащи оборудване за бързо наводняване и пресушаване. Счита се че противоторпедната защита е способна да издържи на взрив на 250-кг заряд на торпедо. За повишаване на ефективността на борбата за живучест е направен централен пост.
„Ашигара“, след модернизацията, става втори флагман на експедиционния флот в Китай. Във водите на Южен Китай той действа до април 1941 г., посещавайки през януари Сайгон по време на Френдко-тайската война. През април 1941 г. японският флот активно се готви за мащабни бойни действия. На крайцера е поставена система за размагнитване, а част от обема на булите е запълнен с тръби. След това „Ашигара“ пристига при бреговете на Южен Китай, където през юли участва в операциите по окупацията на Южен Индокитай.

### Начален период на войната в Тихия океан
В началото на войната „Ашигара“, влизащ в състава на 16-та дивизия тежки крайцери, едновременно е и флагман на 3-ти Флот или Блокадно-транспортните сили под командването на вицеадмирал Ибо Такахаши, който се базира във Формоза. Задачата на 3-ти Флот е превземането на Филипините. „Ашигара“ действа в състава на Северното съединение за прикритие (2 тежки и 1 лек крайцер, 2 хидроавиотранспорта и 2 разрушителя).
Още на 10 – 11 декември Северното съединение прикрива десанта в северната част на остров Лусон. Ответните действия на американците са ограничени от малкото сили, за това и за времето на операцията крайцерът е подложен на една атака от бомбардировачи B-17, които пускат бомбите си близо до кораба. На 21 декември „Ашигара“ осъществява прикритието на десанта в залива Лингайен. Крайцерът е отново безрезултатно атакуван от авиация (патрулни летящи лодки „Каталина“). В края на декември боевете се преместват в южната част на Филипинския архипелаг и „Ашигара“, като флагман на 3-ти Флот, се премества в района на залива Давао.
Следващ етап от противопоставянето са боевете за островите Ява и Суматра. За противодействие на японското нахлуване още в началото на януари е създадено съвместно командване на силите на съюзниците (ABDA). Към края на февруари на Ява е събрана обединена ескадра, начело с холандския адмирал Карел Дорман, която трябва да защити острова от японците. Действията на тази ескадра водят до серия морски сражения.
Тежкият крайцер „Ашигара“ отново става флагмански кораб на Ударните сили на Южното ударно съединение. На него се намира щабът на вицеадмирал Ибо Такахаши. Сутринта на 1 март крайцерите „Миоко“ и „Ашигара“, в съпровождение на два разрушителя, се срещат с бягащите от преследването на японските кораби повредения английски тежък крайцер „Ексетър“ (HMS Exeter (68)) в съпровождение на два разрушителя (британския „HMS Encounter (1934)“ и американския „Поуп“). В станалото след това сражение японското съединение потопява всичките три кораба. За времето на боя „Миоко“ и „Ашигара“ изстрелват общо 1171 снаряда на главния калибър и по 8 торпеда, постигайки много попадения в корабите на противника. Ответни попадения няма. След успешния край на боя, крайцерите се връщат в Макасар.
За разлика от другите тежки крайцери „Ашигара“ отново получава особена задача, оставайки в състава на Флота на Югоизточния район. Тук той се намира до края на май, след това преминава в Сасебо за текущ ремонт и докуване (2 – 25 юни 1942 г.). След това той отново се връща в Сурабая, където става флагмански кораб на Южния експедиционен флот. Тук е през целия период на ожесточените боеве в района на Соломоновите острови, като само веднъж, през първата половина на октомври 1942 г., прави доставка на части на 2-ра пехотна дивизия от Ява на остров Шортланд. В края на декември преминава докуване в Сингапур, а след това отново се връща в Сурабая. Никакви бойни действия в този район няма, и крайцерът престоява в базата си до април 1943 г., след което пристига в Сасебо за поредния ремонт (9 април – 10 май).

### Кампании 1943 – 44 г.
В хода на ремонта крайцерът получава нов радар тип 21. Също е усилено зенитното въоръжение – около гротмачтата са поставени две сдвоени установки на 25-мм автомата. След края на ремонта „Ашигара“ е включен в състава на 16-та дивизия крайцери. Службата на отдалечения театър на военните действия не изобилства от събития. Крайцерът преминава поредното си докуване през октомври 1943 г. в Сингапур.
В началото на януари „Ашигара“ участва в превоза на войски за Мергуй, а през февруари е прехвърлен на север в състава на 21-ва ескадра крайцери на 5-ти Флот (Флот на Североизточния район). По пътя за новото място на служба, крайцерът посещава Сасебо, където през март 1944 г. преминава пореден ремонт и модернизация. В кърмовата част са поставени 8 допълнителни 25-мм оръдия, а също и нов радар тип 22.
На северния участък корабът се базира в Оминато до юни 1944 г. За пореден път той пропуска голямо сражение – при Марианските острови. През септември 1944 г. корабът е в ремонт и модернизация. По традиция е усилено зенитното въоръжение. Този път са поставени наведнъж 24 25-мм оръдия: 2 сдвоени установки на носа и на кърмата, и 20 единични. В крайна сметка общият брой на тези оръдия достига 48 единици, което при липса на пълноценна система за управление на огъня не решава проблемите на близката ПВО на кораба. На гротмачтата е поставен нов радар ПВО тип 13 с възможност за откриване на групи самолети на разстояние 100 км и единични самолети на 50 км. Също е заменен и радарът за откриване на надводни цели. Сега крайцерът е снабден с радар тип 22 № 4, който може да засече голям кораб на разстояние 25 км, освен това има и възможност да осъществява корекция на огъня.
След модернизацията крайцерът се намира във Вътрешно Японско море. В средата на октомври крайцерът в състава на 2-ро Ударно съединение участва в опита за преследване на „разгромения“ американски флот, който атакува остров Формоза. Всъщност срещу японците е напълно боеспособно и значително превъзхождащо ги по сила съединение на американския флот. Въздушното разузнаване своевременно съобщава силите на противника и японските кораби се връщат в базата си. Скоро постъпва съобщението за началото на десанта на американците на Филипините и почти всички боеспособни сили на японския флот са хвърлени в решаващото сражение.

### Сражение при Филипините
„Ашигара“ е включен в състава на Второ ударно съединение (ариергард на Южното съединение) под командването на вицеадмирал Кийохиде Шима. То трябва да действа съвместно с авангарда на Южното съединение на вицеадмирал Шьоджи Нишимура. Сутринта на 24 октомври съединението на Шима е открито от американски самолети при входа в пролива Суригао. Противостоящето им съединение на американския 7-ми Флот обладава огромно преимущество по сила, още повече че японците така и не успяват да обединят своите сили в района. Това в крайна сметка спасява корабите на ариергарда.
Авангардното съединение на японците, в нощта на 25 октомври, е напълно унищожено с артилерийски огън и торпеда. Крайцерите и разрушителите на Шима само стават свидетели на гибелта на своите другари. Около 4 сутринта ориентирайки се по погрешните данни на радара на крайцера „Начи“, крайцерът „Ашигара“ произвежда торпеден залп по малките островчета Хайбюсон, които са приети за вражеските кораби. С този куриозен случай участието на крайцерите на съединението на Шима в сражението завършва. Японският адмирал, осъзнавайки гибелта на главните сили на Южното съединение, заповядва да отстъпят.
При това „Ашигара“ се оказва един от малкото кораби, избегнали повреди в боевете на 24 – 25 октомври. На 28 октомври той пристига в Манила за прикритие на транспортни операции. Постоянните нападения на американската авиация над Манилския залив принуждават към пребазиране на крайцера в района на Сингапур. На 12 ноември „Ашигара“ отплава от Манила. Сражението при Филипините става истинско клане за крайцерските сили на японския флот – потопени са 7 тежки крайцера и са повредени 6 кораба.
Участието на „Ашигара“ във Филипинската кампания не свършва с това. Получавайки сведения за десанта на американците на остров Миндоро, командването на флота решава да проведе набег против десанта. За това е привлечен единственият боеспособен тежък крайцер. „Ашигара“ отплава от Сингапур и през Кам Ран поема към порт Сан Хосе. Вечерта на 26 декември кораба е атакуван от бомбардировачи B-25 и получава повреди от 227-кг авиобомба. Попадението в средната част на корпуса убива и ранява 10 души от състава на екипажа и предизвиква силен пожар. За да се избегне взрив, са изхвърлени зад борда торпедата. Въпреки това крайцерът изпълнява своята задача през нощта на 27 декември, обстрелвайки мястото на десанта (изстреляни са 158 фугасни и 68 осветителни снаряда).

### Гибел на кораба
Последните месеци служба „Ашигара“ провежда в Сингапур, известно време явявайки се флагмански кораб на 5-ти Флот под командването на вицеадмирал Шима. В началото на февруари „Ашигара“ заедно с „Хагуро“ отново съставя 5-та дивизия тежки крайцери, но още на 16 май тя е разформирована, тъй като „Хагуро“ загива. На 4 юни крайцерът, в ролята на бързоходен войскови транспорт, отплава от Сингапур за Батавия в съпровождение на разрушителя „Камикадзе“. Там той приема на борд 1600 души и 480 тона товари и на 7 юни поема по обратния път. Излизането на кораба не остава незабелязано – американската подводна лодка „Блюбек“ съобщава за това на британските съюзници. Група подводници (HMS Stygian (P249) и HMS Trenchant (P331)) чака крайцера в пролива на Банк. На 8 юни подводницата „Тренчант“ пуска осем 533-мм торпеда по движещия се с 20 възела крайцер от разстояние 3000 метра. Макар на кораба да забелязват торпедата и да предприемат маневра за избягването им, четири от тях поразяват целта. След това лодката пуска още 2 торпеда от кърмовите си апарати, крайцерът получава още едно попадение. Предприет е опит за контранаводняване, но това не помага и в 12:37, 20 минути след атаките, „Ашигара“ се преобръща и потъва в точката с координати 1°59′ ю. ш. 104°56′ и. д. / 1.983333° ю. ш. 104.933333° и. д. Разрушителят „Камикадзе“ успява да спаси 853 души и около 400 войника, доставяйки ги в Сингапур. Крайцерът „Ашигара“ е изключен от списъците на флота на 20 август 1945 г.

## Коментари
1. ↑  При влизането му в строй е класифициран като крайцер 1-ви клас (ито дзюнъйокан, по водоизместимост), от 1931 г. като клас A (ко-кю дзюнъйокан, с 8-дюймов главен калибър, т.е. тежък).
2. ↑  Терминът „дивизия“ най-често се използва при превод на японската дума „сентай“.
3. ↑  Интересно е, че два пъти американските пилоти заявяват за успешното потопяване на линкора Харуна.